# King Kongs Faust
King Kongs Faust és una pel·lícula alemanya dirigida per Heiner Stadler, estrenada el 1985.

## Sinopsi
El festival de Berlín és el lloc on estar si ets periodista especialitzat en cinema. Però és un entorn del qual cal comprendre les normes: accedir a projeccions, ser convidat a rodes de premsa o recepcions... Klaus Uwe Matthies aposta per aquesta cursa d'obstacles.

## Repartiment
- Heinz Van Nouhuys: Redactor en cap
- Wolfgang Längsfeld: El col·lega
- Gisela Weilemann: La dona del bar
- Gad Klein: Crítica
- Volker Stollberg: Crítica
- Doris Dörrie: Crítica
- Philip Behrens: Crítica
- Michael Stejskal: Crítica
- Ponkie: crític
- Peggy Parnass: Crítica
- Wim Wenders: Director
- Peter Przygodda: Editor
- Helmut Färber: historiador del cinema
- Franz Seitz: Productor
- László Benedek: Col·leccionista
- Johanna Eisenrieder: Arxiva
- Burt Willis: vell de Los Angeles
- Lila Waters: Dona en un autobús
- Crofton Hardester: Persona en un cafè
- Helga Oswald: GuestGinger Myers: Cantant
- Rosa Elena Lujan: La Viuda Viatjera
- Herman Weigel: Guionista
- Bernd Eichinger: Productor
- John Cassavetes
- Moritz de Hadeln
- Liv Ullmann

## Premis
- XVIII Festival Internacional de Cinema Fantàstic de Sitges 1985: Premi al millor guió,[2]